# 美中人民友好协会
美中人民友好协会（US–China Peoples Friendship Association）是美國一个非营利性的教育机构，其目标是发展和加强美国和中华人民共和国之間的民間交往。  美中人民友好协会在美国拥有 50 多个分会。据其网站称，该组织经常与中國人民對外友好協會交流。 

## 历史
美中人民友好协会成立于 1974 年，是一个全国性的组织。其成立大会在洛杉矶加利福尼亚大学举行，韩素音在成立大會上發表講話。第一任全国主席是翻身的作者韩丁。該組織每两年召开一次全国代表大会。